# Twin Palms
Pour les articles homonymes, voir Twin et Palm.
Frank Sinatra House ou Twin Palms (palmiers jumeaux, en anglais) est une célèbre villa avant-gardiste de star de légende, de style californienne moderne des années 1950, construite en 1947 pour le célèbre crooner américain Frank Sinatra (1915-1998) à Palm Springs (à 200 km à l'est d’Hollywood et de Los Angeles) en Californie,. Il la revend 10 ans plus tard en 1957. Elle est inscrite aux monuments historiques de Californie depuis 2016.

## Historique

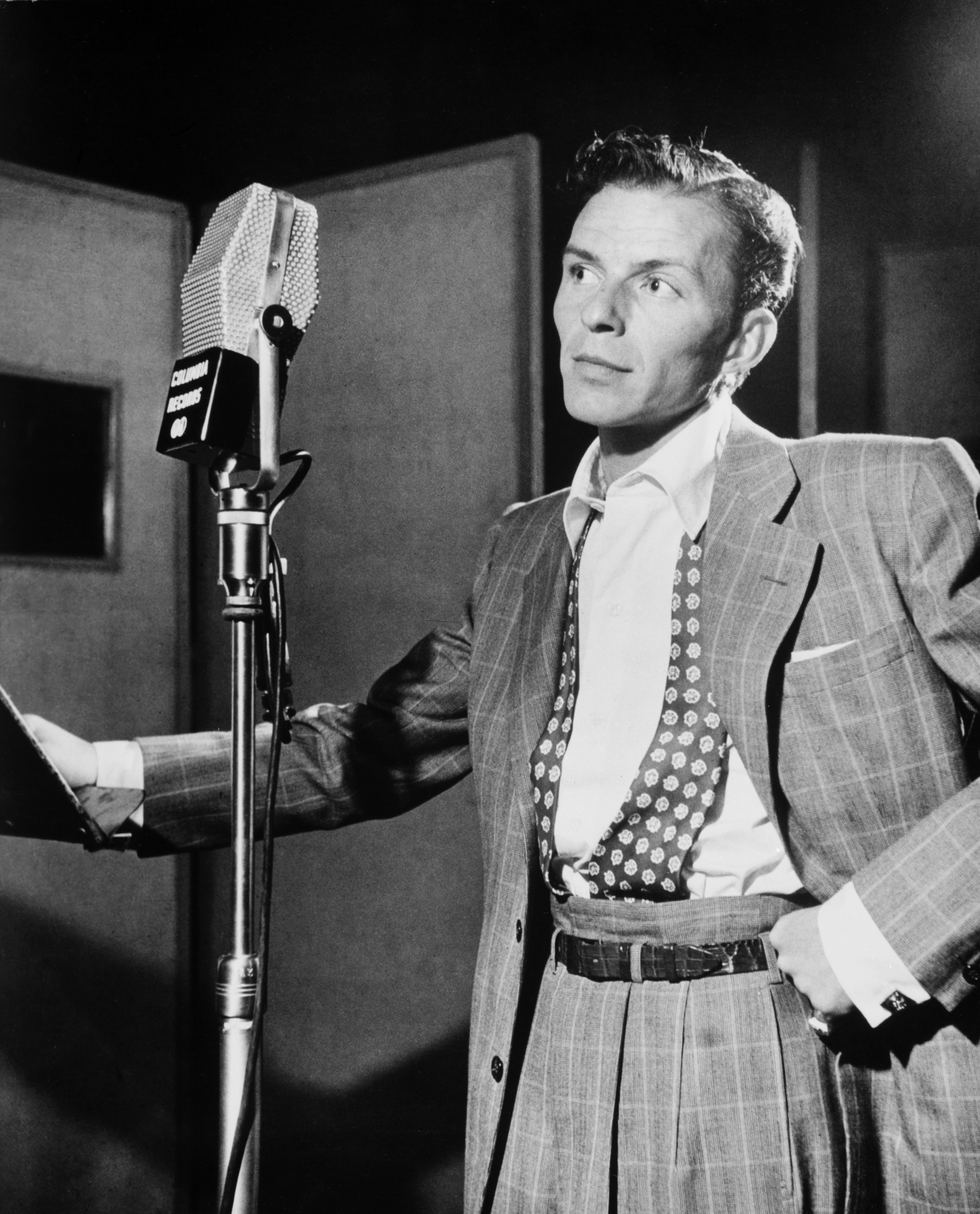
Le crooner-acteur Frank Sinatra en 1947.

Frank Sinatra (âgé de 32 ans) signe un contrat d'un million de dollars en 1947, pour tourner un de ses nombreux film musical à succès à Hollywood avec la Metro-Goldwyn-Mayer,. 

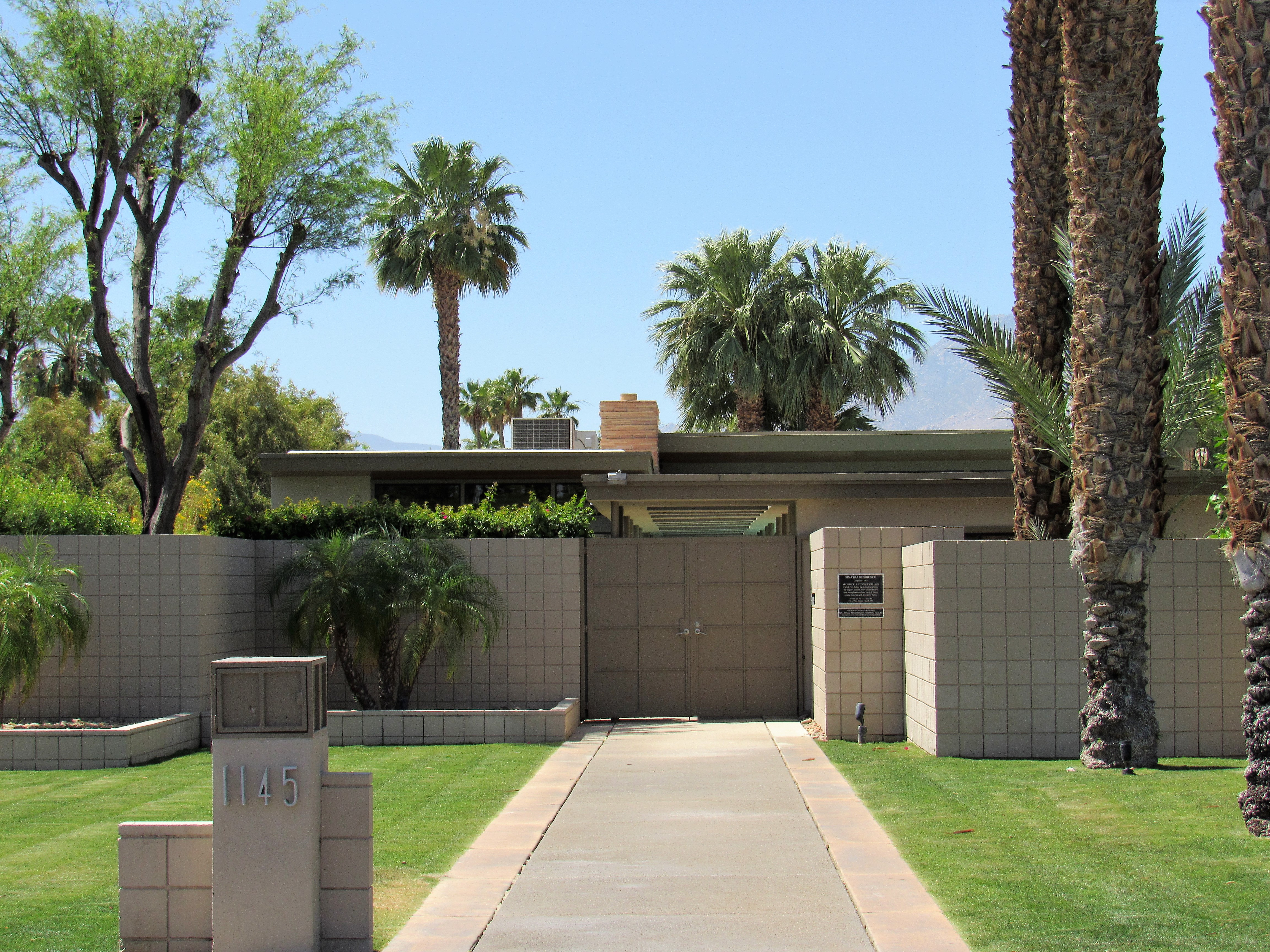
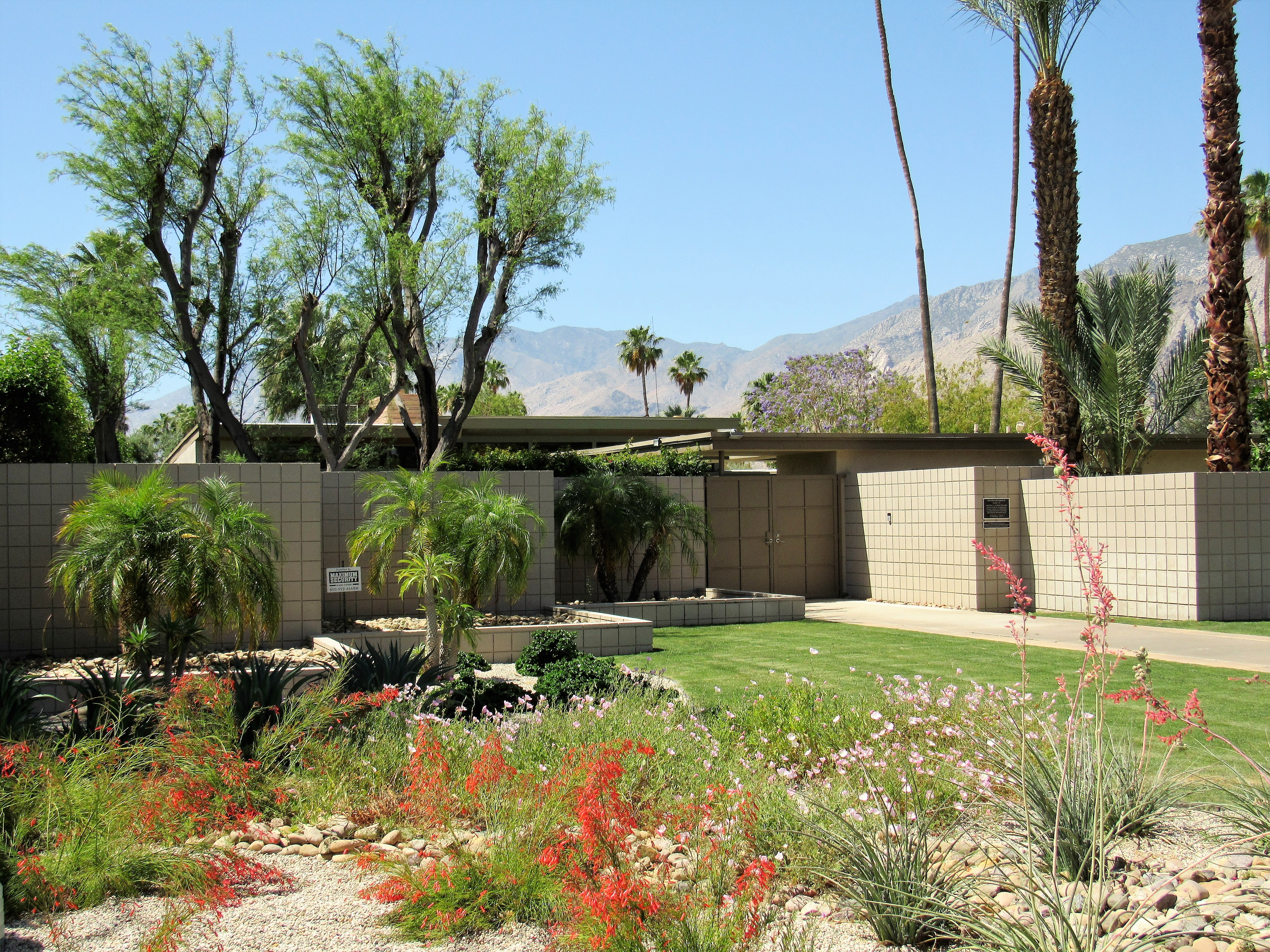

Marié avec sa première épouse Nancy Barbato (en), il demande alors à l'architecte californien E. Stewart Williams (en) du cabinet d'architecture Williams, Williams & Williams (devenu célèbre par la suite en construisant de nombreuses autres villas californiennes) de lui construire une luxueuse villa au design avant-gardiste pour Noël (pour 150 000 dollars, en sept mois) sur un terrain luxuriant de 400 m², au cœur du désert de Palm Springs en Californie, voisin de l'aéroport international de Palm Springs  (réputé pour la beauté du désert à cet endroit, haut lieu de villégiature des stars d'Hollywood de l'époque des années 1950, avec entre autres Cary Grant, Elvis Presley, Steve McQueen, Elizabeth Taylor, Katharine Hepburn, Kirk Douglas...). Cette vaste villa californienne ultra moderne pour l'époque, baptisée « Twin Palms » en rapport aux deux immenses palmiers du bord de la piscine, est constituée de quatre chambres avec salle de bain, audio-thèque, climatisation (avant gardiste pour l’époque), patio, et immense piscine en forme de piano à queue...
Frank divorce de sa première épouse Nancy en 1948, et y vit en villégiature avec l'actrice Ava Gardner (qu'il épouse en 1951). Il y organise des fêtes de légende avec ses amis et stars de l’époque dont Dean Martin, Sammy Davis, Jr., Lana Turner, Marilyn Monroe, Judy Garland, Lauren Bacall... (la légende raconte qu'il hissait un drapeau avec le logo du whisky Jack Daniel's en fin d'après-midi, pour signaler à ses voisins et amis le début de ses fêtes...). Après y avoir vécu 10 ans, Sinatra vend la propriété à la suite de son divorce avec Ava Gardner de 1957, et emménage dans une nouvelle villa proche de Rancho Mirage de la région avec sa quatrième et dernière épouse Barbara Sinatra.
À ce jour, la résidence du 1148 East Alejo Road est entièrement restaurée dans son état d'origine (avec tous les équipements modernes actuels) avec ameublement design vintage, équipement audio haute technologie Valentino de l'époque, console d’enregistrement offerte par sa maison de disque Capitol Records en 1951, et nombreux objets de souvenirs d'époque... Elle est vendue en 2010 pour 3,2 millions de dollars,.